# Eocentrocorynus adentipes
Eocentrocorynus adentipes là một loài bọ cánh cứng trong họ Attelabidae. Loài này được Haq, Pajni & Gandhi miêu tả khoa học năm 1989.